# 陶镕 (新安知县)
陶镕，洪熙年间新安（今河南省洛阳市新安县）知县。

## 事迹
陶镕在洪熙元年（公元1425年）任新安知县。
洪熙元年六月丙辰，因荒旱夏麦绝收，百姓无粮，陶镕来不及奏报朝廷，冒着丢官去职的危险将函关驿的驿粮一千七百二十八石借给百姓救饥，秋后有收后偿还。
后将这件事奏明皇帝：“县在山谷，土瘠民贫，遇岁不登，公私无措，惟南关驿有储粮，臣不及待报。”，明宣宗不仅没有罢免他的官职，并对当时的相臣夏原吉说：“有司拘文法，饥荒必申报赈济，民饥死久矣。陶镕先给后闻，能称任使，毋责其专擅。”